# Entre Otros
Entre Otros es un álbum en directo realizado por los cantantes Santiago Feliú y Noel Nicola(†). Fue lanzado en 2002.

## Lista de canciones
1. Para una imaginaria María del Carmen
2. De cero
3. Esa mujer es un dolor
4. Laura, milonga y lejanía
5. Quién sabe se va a ti o [Trilce XLIII]
6. Estampa I
7. Huyendo del amor
8. El tiempo y yo o [Ya la canté mañana]
9. Radiografía de una apariencia
10. Estoy en el baile extraño
11. Sobre el dato falso
12. No empañes tu vida
13. Alina, por ahora
14. Llueve en agosto de 1981
15. Cuando salgas, luna llena
16. Truco

- Datos: Q5834338